# Kányazsombor

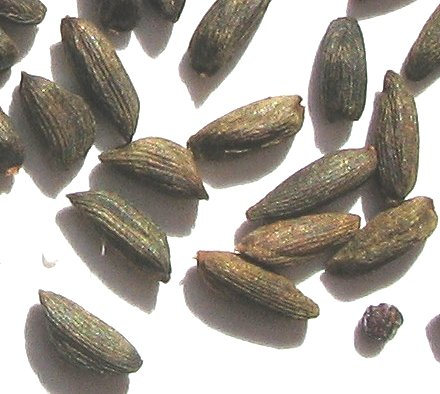
Magjai

A kányazsombor (Alliaria petiolata) a keresztesvirágúak (Brassicales) rendjébe, a káposztafélék (Brassicaceae) családjába tartozó növényfaj.

## Előfordulása
Európában, Nyugat- és Közép-Ázsiában, Északnyugat-Afrikában Marokkótól kezdve, az Ibériai-félszigeten és a Brit-szigeteken, északon Észak-Skandináviáig, keleten Észak-India és Nyugat-Kína területéig (Hszincsiang-Ujgur Autonóm Terület) előfordul. Észak-Amerikában inváziós faj. Magyarországon közönséges növény. Cserjésekben, erdőszélekben, évelő növénytársulásokban fordul elő. Az árnyékos vagy félárnyékos helyeket, a nedves talajt kedveli.

## Jellemzői
Kétnyári, néha egynyári, néha pedig a gyökérhajtások járulékos rügyei segítségével évelő növény. 20–100 cm magasra nő, kétnyáriként az első évben a talaj közelében télen is zölden maradó tőrózsát növeszt, ami csak a következő évben fejleszt nagyobb szárat. Levelei nyelesek, a tőlevelek fogazottak, vese alakúak, a szárlevelek szívesen tojásdadok, szabálytalanul öblösen fogasak, a felső levelek kisebbek. A zsenge levelek megdörzsölve fokhagymaszagúak. Április-júniusban virágzik. Rövid, végálló fürtvirágzatban nyíló hímnős, fehér virágai négyszirmúak. A 2,5–3 mm hosszú csészelevelek keskeny-tojásdadok, a sziromlevelek 5–7 mm hosszúak, visszás-tojásdadok. A virágokat rövid szájszervű méhek, legyek, lepkék porozzák – a méhek egy növényről csak 1-1 virágot látogatnak meg, így biztosított a keresztbeporzás, de megporzó rovarok hiányában a kányazsombor képes önbeporzásra is. A pollenszemek 33 µm átmérőjűek, enyhén tojásdadok. Kezdetben zöld, megérve szürkésbarna termése felálló vagy elálló, 4–6 mm-es kocsányon növő hosszúkás, négyélű becőtermés; vastagsága 1–2 mm, hosszúsága 3,5–7 cm. A feketésbarna, csaknem hengeres (3 mm hosszú, 1-1,5 mm széles) magok a kétrekeszű becőben 1-1 sorban helyezkednek el. Egy növény több ezer magot termel, melyek több méteres körzetben szóródnak szét, a talajban akár öt évig is termékenyek maradhatnak. Terjedésüket valószínűleg állatok is segítik.

## Hatóanyagai
Glukozinolátokat (mustárolaj-glikozidok: szinigrin, glukotropeolin, allil-mustárolaj, benzil-mustárolaj), kis mennyiségű a szívre ható glikozidokat, nagy mennyiségű A-provitamint és C-vitamint tartalmaz.

## Felhasználása
Friss, növényi részeit használják fel. Fokhagymára és mustárra emlékeztető aromája miatt fűszerként használják, salátát vagy pesztót ízesítenek vele. Enyhe emésztésjavító hatással és gyenge antibiotikus jellemzőkkel is rendelkezik. A népi gyógyászat a légutak megbetegedéseire, „vértisztítóként”, sebek borogatására, fogínygyulladás elleni szájvíz készítésére használta fel.

## Ökológia
Európában mintegy 69 rovarfaj és 7 gombafaj számára nyújt táplálékot, köztük számos lepkefajnak.
Becőterméseit föntről lefelé haladva a hajnalpírlepke (Anthocharis cardamines) hernyója fogyasztja, más káposztafélékkel egyetemben.
Az 1860-as években a telepesek élelmiszernövényként hurcolták be Észak-Amerikába (New York, Long Island), ahol az azt fogyasztó rovarok, rajta élősködő gombák hiányában szinte háborítatlanul terjedt, jelenleg több államban is gyomnövényként kezelik. Egy 2006-os tanulmány szerint pedig a kányazsombor károsítja az egyes növények, köztük Észak-Amerikában őshonos fák megfelelő növekedéséhez szükséges mikorrhizás együttélést.

## Hasonló fajok
Hölgyestike (Hesperis matronalis)

## Fordítás
- Ez a szócikk részben vagy egészben az Alliaria petiolata című angol Wikipédia-szócikk ezen változatának fordításán alapul.  Az eredeti cikk szerkesztőit annak laptörténete sorolja fel. Ez a jelzés csupán a megfogalmazás eredetét és a szerzői jogokat jelzi, nem szolgál a cikkben szereplő információk forrásmegjelöléseként.